# Чемпіонат світу з баскетболу 1954
Чемпіонат світу з баскетболу 1954 року — чемпіонат світу з баскетболу, що проходив у Ріо-де-Жанейро з 23 жовтня по 5 листопада 1954 року.

## Учасники
Аргентина
 США
 Чилі
 Бразилія
 Філіппіни
 Франція
 Тайвань
 Уругвай
 Канада
 Ізраїль
 Парагвай
 Югославія
 Перу

## Груповий турнір

### Група А
| М  | Команда   | В | П | М        | О |
| -- | --------- | - | - | -------- | - |
| 1. | Бразилія  | 2 | 0 | 160: 114 | 4 |
| 2. | Філіппіни | 1 | 1 | 126:151  | 3 |
| 3. | Парагвай  | 0 | 2 | 104:125  | 2 |

Філіппіни  64—52  Парагвай
Бразилія  99—62  Філіппіни
Парагвай  52—61  Бразилія

### Група В
| М  | Команда | В | П | М       | О |
| -- | ------- | - | - | ------- | - |
| 1. | США     | 2 | 0 | 132:88  | 4 |
| 2. | Канада  | 1 | 1 | 105:117 | 3 |
| 3. | Перу    | 0 | 2 | 109:141 | 2 |

Перу  51—73  США
Канада  37—59  США
Канада  68—58  Перу

### Група С
| М  | Команда   | В | П | М       | О |
| -- | --------- | - | - | ------- | - |
| 1. | Уругвай   | 2 | 0 | 113:98  | 4 |
| 2. | Франція   | 1 | 1 | 113:118 | 3 |
| 3. | Югославія | 0 | 2 | 112:122 | 2 |

Югославія  52—55 ОТ  Уругвай
Франція  67—60  Югославія
Уругвай  58—46  Франція

### Група D
| М  | Команда | В | П | М       | О |
| -- | ------- | - | - | ------- | - |
| 1. | Тайвань | 1 | 1 | 115:113 | 3 |
| 2. | Ізраїль | 1 | 1 | 100:98  | 3 |
| 3. | Чилі    | 1 | 1 | 117:121 | 3 |

Ізраїль  45—49  Тайвань
Тайвань  66—68  Чилі
Ізраїль  55—49  Чилі

## Матчі за 9-12 місця
| М   | Команда   | В | П | М       | О |
| --- | --------- | - | - | ------- | - |
| 9.  | Парагвай  | 3 | 0 | 193:177 | 6 |
| 10. | Чилі      | 2 | 1 | 179:170 | 5 |
| 11. | Югославія | 1 | 2 | 210:221 | 4 |
| 12. | Перу      | 0 | 3 | 190:204 | 3 |

 Парагвай 66—58  Перу
 Югославія 62—70  Чилі
 Перу 84—86 ОТ  Югославія
 Чилі 57—60  Парагвай
 Парагвай 67—62  Югославія
 Чилі 52—48  Перу

## Фінальний раунд
| М  | Команда   | В | П | М       | О  |
| -- | --------- | - | - | ------- | -- |
| 1. | США       | 7 | 0 | 482:300 | 14 |
| 2. | Бразилія  | 6 | 1 | 418:341 | 13 |
| 3. | Філіппіни | 5 | 2 | 438:406 | 12 |
| 4. | Франція   | 3 | 4 | 371:392 | 10 |
| 5. | Тайвань   | 2 | 5 | 345:405 | 9  |
| 6. | Уругвай   | 2 | 5 | 422:446 | 9  |
| 7. | Канада    | 2 | 5 | 433:498 | 9  |
| 8. | Ізраїль   | 1 | 6 | 330:451 | 8  |

 Канада 50—43  Ізраїль
 Франція 57—49  Уругвай
 Тайвань 44—61  Бразилія
 Філіппіни 43—56  США
 Уругвай 66—67  Канада
 Ізраїль 46—68  Бразилія
 Франція 49—70  США
 Уругвай 59—64  США
 Тайвань 38—48  Філіппіни
 Канада 67—82  Бразилія
 Ізраїль 56—90  Філіппіни
 Франція 58—48  Тайвань
 Канада 50—84  США
 Бразилія 57—41  Філіппіни
 Уругвай 67—62  Тайвань
 Ізраїль 48—45 ОТ  Франція
 Канада 76—83  Філіппіни
 США 72—28  Тайвань
 Бразилія 49—36  Франція
 Уругвай 73—69  Ізраїль
 Канада 61—74  Тайвань
 Філіппіни 66—60  Франція
 США 74—30  Ізраїль
 Бразилія 60—45  Уругвай
 Канада 62—66  Франція
 Тайвань 51—38  Ізраїль
 Філіппіни 67—63  Уругвай
 США 62—41  Бразилія

## Символічна збірна турніру
- Карлос Лойсага
- Кербі Мінтер
- Оскар Молья
- Алгодао
- Вламір Маркеш